# Kass János
Kass János (Szeged, 1927. december 26. – Budapest, 2010. március 29.) Kossuth- és Munkácsy Mihály-díjas magyar grafikus, szobrász, bélyegtervező, érdemes és kiváló művész.

## Családi háttere

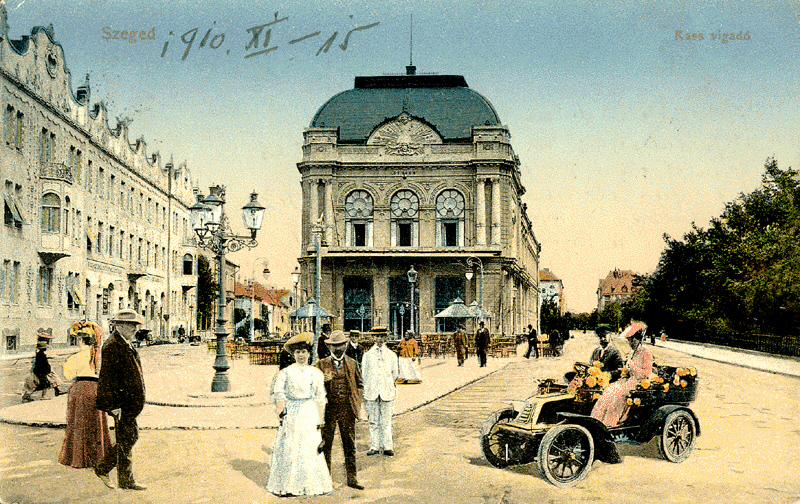
A Kass-kávéház (Szeged, 1910)

A Kass (akkori nevén Kasch) család 1850-ben Szegedre települt, idősebb Kass János 1897-ben a Stefánián telket vásárolt, és megépíttette Steinhardt Antal tervei alapján a Kass-szállodát kávéházzal és étteremmel. A vigadó bohémasztalánál a kor számos érdekes egyénisége megfordult: Dezsőffy László, Back Bernát, Reök Iván, Pálfy Antal, Korom Mihály, Koós Elemér. A nagyapa 1928-ban meghalt. A legifjabb Kass János akkor még csak fél éves volt. A vállalkozást a nagy gazdasági világválság alatt, 1927-től ifj. Kass János vezette 1933-ig. (1934. május 12-étől Hungária néven.) Az üzlet kezdett romlani, ráfizetéssel dolgozott, az adósság meghaladta a 200 ezer magyar pengőt, mire a Szeged-Csongrádi Takarékpénztár zárgondnokság alá vette a szállodát. Száz alkalmazott került az utcára. Anyja családja három bérházat adott el Kőbányán, hogy a jelzálogkölcsönt visszafizessék. Ahogy beérkezett a pénz a bankhoz – amely meg akarta szerezni a szállodát – azonnal csődöt jelentett. A Kass család Budapestre költözött. A legifjabb Kass ekkor öt éves volt.

## Ifjúkora
A család a világgazdasági depresszió után teljesen szétesett. A második világháború a családot az egész polgári középosztállyal együtt tönkretette. 1941-től, tizennégy éves korától kerámiagyárban gipszet öntött, keramikusként dolgozott. 1944-ben szoros kapcsolatba került az Eötvös Kollégiummal. Klaniczay Tiboron – a későbbi kiváló irodalom történészen – keresztül felkérték, hogy grafikusként és több nyomdával való kapcsolatai révén készítsen különböző papírokat, pecséteket, menekülők számára.

## Életpályája
1946-ban kapott keramikus mesterlevelet, majd a Magyar Iparművészeti Főiskolán tanult 1946 és 1949 között. A Képzőművészeti Főiskola hallgatójaként 1949-től 1951-ig Hincz Gyula, Konecsni György és Kádár György volt a mestere. 1960–61-ben a lipcsei Grafikai és Könyvművészeti Főiskolán a könyvművészeti tanszék aspiránsa volt. 1967-től az Iparművészeti Főiskola tipografikai tanszékén volt tanár. Az Új Írás folyóirat művészeti szerkesztője volt 1965–1973 között. Megszámlálhatatlan könyv illusztrációját készítette el, a mai középkorúak az általa illusztrált gyermek- és ifjúsági könyveken nőttek fel. 1973 óta postabélyegeket is tervezett.
Magyarországon kívül számos önálló kiállítása volt: Londonban és Anglia több más városában, Zágrábban, Torinóban, Zürichben, Sidney-ben, Párizsban, továbbá Hollandiában, Belgiumban és az Amerikai Egyesült Államokban. 1985-től a szegedi Kass János Galéria állandó kiállításán láthatóak jelentősebb művei.
Jelentősek könyvillusztrációi és bélyegtervei.
A Magyarországon bemutatásra nem engedélyezett Fejek sorozatából a világ első számítógépes animációs filmjét készítette el Dilemma címen Halász Jánossal, a John Halas néven akkor már világhírű rendezővel Londonban (Dilemma, 1981).

## Családja
Felesége: Hajnal Gabriella (1928–2023) grafikus, textilművész. Lánya, Kass Eszter (1959) iparművész, özvegye Bánki Vera fordító.

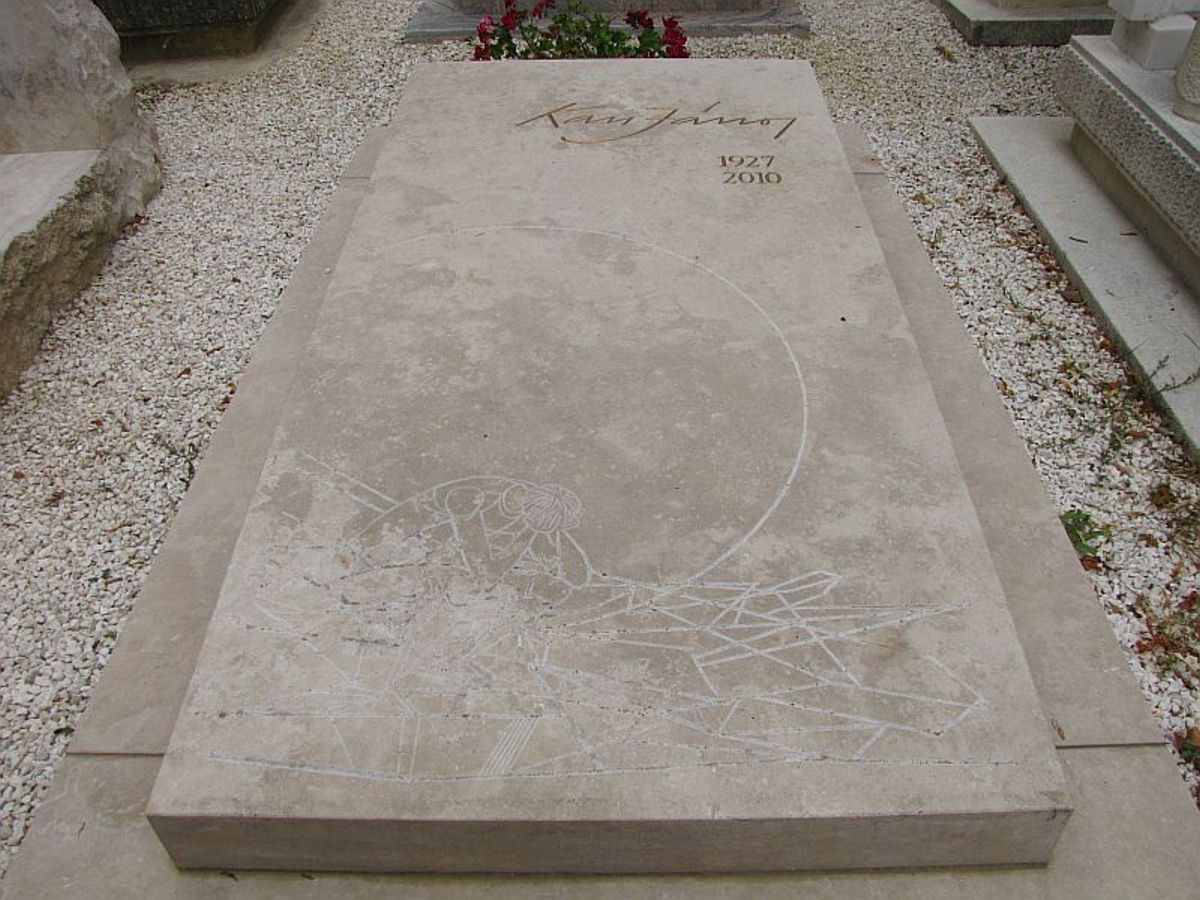
Sírja a Farkasréti temetőben (25/V-1-29). Feltételezhetően saját grafikája.

## Bélyegtervei (válogatás)
- 500 éves a könyvnyomtatás (Haiman Györggyel, sorozat, 2 érték, 1973)
- Anyaság (1974)
- Berzsenyi Dániel és Gyulai Pál (sorozat, 2 érték, 1976)
- Newton (1977)
- Vajda János (1977)
- 20 éves a Béke és Szocializmus folyóirat (1978)
- Nemzetközi gyermekév (sorozat, 3 érték, 1979)
- Móricz Zsigmond (1979)
- Nemzetközi gyermekév (II.) (sorozat, 7 érték és blokk, 1979)
- Kaffka Margit (1980)
- Pór Bertalan születésének 100. évfordulója (keret, 1980)
- Goethe (blokk, 1982)
- Juhász Gyula (1983)
- Orvosok (sorozat, 5 érték, 1987)
- SZOCFILEX (blokk), (1988) (Asiagóban, a világ legszebb bélyegeinek versenyében kapott nagydíjat)
- Számítógép-grafika (Halász Jánossal, 1988)
- Küzdjünk a kábítószerek, a drogok ellen (1988)
- Asta 58. világkongresszus (1988)
- Az orvostudomány nagy úttörői (sorozat, 5 érték, 1989, elnyerte a 38. Párizsi Őszi Szalon Európai Filatéliai Művészeti Nagydíját)
- 300 éve született Mikes Kelemen (1990)
- 100 éve született Ferenczy Noémi – Ferenczy Béni (sorozat, 2 érték, 1990)
- 60 éves a Bélyegmúzeum (1990)
- Karácsony (1990)
- Bélyegnap (sorozat, 2 érték és blokk, 1991)
- Az ifjúságért '92 (sorozat, 3 érték, 1992)
- Európai idősek éve (1993)

## Illusztrátorként
Páratlanul gazdag, sokszínű művészetében jelentős helyet foglal el a könyvillusztrálás, ezen belül a gyermek- és ifjúsági irodalom remekeihez készített rajzok sokasága. Tíz éven át a Hegedűs András alapította Kincskereső munkatársa, művészeti vezetője. Kass János empatikus képessége pontosan tudja olvasói elvárásait. Rajzban, képekben jeleníti meg a könyvek szövegeit. Készített tusrajz illusztrációkat Wass Albert meséihez és Nagy László verseihez. A Háry-lapok a Kass-i illusztrációs életmű legsikeresebb darabjainak egyike. Finom fekete tusrajzait gyakorta akvarellel színezi.Bartók és Juhász Ferenc meghódítja a művészt. Rá egyszerre hatott Bartók zenéje és Juhász eposza. Ebből az élményből születtek a Szarvasének, és rajzsorozata a Cantata Profana-hoz. A sorozat fő műve a rézbe karcolt Cantata Profana, mely egyben hitvallás és mesterlevél. Kass János 1950 és 2001 között 334 könyvet illusztrált és az elmúlt években sem pihent. Dolgozott a szegedi Mozaik Kiadónál az elsősök, másodikosok ábécés könyvének és munkafüzeteinek újszerű megvalósításán. Kass az ötvenes években már készített kisgyermekeknek rajzokat, hetven fölött is éveket szánt a kisiskolások vizuális nevelésének gyarapítására.
Egyetlen köztéri alkotása "Térplasztika" (1973) címen Békéscsabán található 

## Emlékezete
- Műveiből az Erdős Renée Ház Muzeális Gyűjtemény és Kiállítóteremben kiállítás volt 2018. február 24. és 2018. március 29-e között.[9]
- 2018-ban egy lépcsőt neveztek el róla Budapest II. kerületében, a Pasarét városrészben, a Herman Ottó út, a Rhédey és a Vadorzó utcák között.[10]

## Könyvillusztrációk (válogatás)
- 1953. Cervantes Don Quijote
- 1955. Móra: Az aranyszőrű bárány
- 1964. Fáy András: Állatmeséi
- 1966. Arany János: Toldi
- 1967. Isaac Asimov: Gyilkosság az Űrvárosban
- 1968. Verne Gyula: A tizenöt éves kapitány
- 1969. Aiszóposz meséi
- 1970. Bernhard Kellerman: Az alagút
- 1971. Móra Ferenc: Didergő király
- 1972. Petőfi Sándor:Anyám tyúkja
- 1975. Mark Twain: Huckleberry Finn kalandjai
- 1975. Mark Twain: Tom Sawyer kalandjai
- 1975. Zelk Zoltán: Mese a kiscsikóról és más barátunkról
- 1977. Tamkó Sirató Károly:Szélkiáltó
- 1978. Defoe: Robinson Crusoe
- 1978. Fáy András: Lúd és orr (Állatmesék)
- 1981. Selma Lagerlöf: Nils Holgersson csodálatos utazása
- 1982. Kodály Zoltán: Háry János kalandozásai Nagyabonytul a Burgvárig
- 1984. Csontos Gábor: A táltos kiscsikó
- 1986. Kiss Benedek: Fütty úrfi
- 2000. Tersánszky Józsi Jenő: Misi Mókus kalandjai
- 2000. Rozsos Gábor: Kertedben, utoljára
- 2002. Földvári Erika: Ábécés olvasókönyv
- 2004. Földvári Erika: Másodikos olvasókönyv
- 2005. Földvári Erika: Harmadikos olvasókönyv
- 2006. Földvári Erika: Negyedikes olvasókönyv

## Szépirodalom
Verseit – mint például A Tisza Szegednél az első őszi napon címűt – olvashatjuk a Versek Kass János -tól -ról -nak című, emlékére megjelent kötetben.
- Kass János: Írások és képek; Holnap, Bp., 2006
- Versek Kass János -tól, -ról, -nak; szerk. Tandi Lajos; 2. jav., bőv. kiad.; Bába, Szeged, 2010

## Díjai, elismerései
- 1954 Munkácsy Mihály-díj
- 1956–59 Derkovits Gyula képzőművészeti ösztöndíj
- 1958 a brüsszeli világkiállítás ezüstérme
- 1966 a lipcsei könyvművészeti kiállításon a Világ Legszebb Könyve díj és aranyérem
- 1967 Munkácsy Mihály-díj
- 1977 Érdemes művész
- 1986 Kiváló művész
- 1994 Szeged díszpolgára
- 1996 Alföld-díj
- 1999 Kossuth-díj
- 2003 Hazám-díj
- 2009 Gundel művészeti díj
- 2011 Magyar Örökség díj

## Film
- Kass János üzenete (2010) rendezte: Jelenczki István

## Anekdota a Kass Galériáról
„…A galéria egyik legemlékezetesebb kiállítás megnyitójára 1989-ben került sor, amikor Kass János azon illusztrációját mutatták be, amelyet Faludy György Test és Lélek című munkájához készített az országosan ismert grafikus. Százak vettek részt az eseményen. Akadtak, akik nem fértek be, így a tömeg egy része kiszorult az utcára. Mivel nem sokkal azelőtt tért haza emigrációjából Faludy, ezért a rendőrségen azt hitték, tüntetés zajlik.” ()